# Janne Schra
Janneke Maria Ali Schra (Laren, 21 december 1981), bekend als Janne Schra, is een Nederlandse zangeres.
Schra groeide op in Huizen en studeerde Audiovisual Media aan de Hogeschool voor de Kunsten Utrecht. Ze was van 2001 tot 2010 zangeres en songwriter in de band Room Eleven waarmee ze twee albums maakte, "Six White Russians and a Pink Pussycat" en "Mmm...Gumbo?". Room Eleven ontving twee gouden en een platina plaat en toerde door Canada, Japan, Europa en Zuid-Afrika. Na het uiteenvallen van de band ging Janne Schra verder met een nieuwe band, Schradinova, haar schilderspseudoniem, die in oktober 2010 debuteerde. Het debuutalbum heette "India Lima Oscar Victor Echo You" en "Live in Kytopia" opgenomen door Kyteman.
Vanaf 2012 treedt ze op onder haar eigen naam. In januari 2013 kwam haar titelloze debuutalbum uit. In februari 2015 kwam haar tweede album "PONZO" uit. Dit album nam ze samen op met haar toenmalige partner Torre Florim. In juni 2018 volgde het derde album "OK".
Schra heeft nummers geschreven met Kraak & Smaak, Sister Bliss, Benjamin Herman, Yuri Honing, De Staat, Happy Camper en Perquisite en zong mee in het nummer "Wat ook een ander zegt" van Lucky Fonz III. Nana Effa-Bekoe was bassist in haar band.

## Discografie

### Albums
| Album met eventuele hitnotering(en) in de Nederlandse Album Top 100 | Datum van verschijnen | Datum van binnenkomst | Hoogste positie | Aantal weken | Opmerkingen |
| ------------------------------------------------------------------- | --------------------- | --------------------- | --------------- | ------------ | ----------- |
| Janne Schra                                                         | 18-01-2013            | 19-01-2013            | 2               | 13           |             |
| Ponzo                                                               | 13-02-2015            | 21-02-2015            | 8               | 6            |             |
| OK                                                                  | 22-06-2018            | -                     | -               | -            |             |
| In de regen                                                         | 24-09-2021            | -                     | -               | -            |             |
| The Heart is Asymmetrical                                           | 26-05-2023            | -                     | -               | -            |             |

### Singles
| Single met eventuele hitnotering(en) in de Nederlandse Top 40 | Datum van verschijnen | Datum van binnenkomst | Hoogste positie | Aantal weken | Opmerkingen                 |
| ------------------------------------------------------------- | --------------------- | --------------------- | --------------- | ------------ | --------------------------- |
| One day                                                       | 2012                  | -                     | -               | -            | Nr. 96 in de Single Top 100 |
| Speak Up                                                      | 2013                  | -                     | -               | -            |                             |
| Everything I Do Ooh Ooh                                       | 01-2015               | -                     | -               | -            |                             |
| Carry On                                                      | 01-2015               | -                     | -               | -            |                             |